# Мисліна
Мисліна (пол. Myślina, нім. Mischline) — село в Польщі, у гміні Добродзень Олеського повіту Опольського воєводства.
Населення — 553 особи (2011).
У 1975-1998 роках село належало до Ченстоховського воєводства.

## Демографія
Демографічна структура станом на 31 березня 2011 року:
|          | Загалом | Допрацездатний вік | Працездатний вік | Постпрацездатний вік |
| -------- | ------- | ------------------ | ---------------- | -------------------- |
| Чоловіки | 266     | 45                 | 188              | 33                   |
| Жінки    | 287     | 54                 | 174              | 59                   |
| Разом    | 553     | 99                 | 362              | 92                   |